# Psittacanthus karwinskianus
Psittacanthus karwinskianus är en tvåhjärtbladig växtart som först beskrevs av Schult., och fick sitt nu gällande namn av August Wilhelm Eichler. Psittacanthus karwinskianus ingår i släktet Psittacanthus och familjen Loranthaceae. Inga underarter finns listade i Catalogue of Life.